# Explorer 15
L'Explorer 15 fu un satellite statunitense appartenente al Programma Explorer, il suo compito fu studiare l'emissione di radiazioni provocata dall'esplosione dell'ordigno nucleare d'alta quota Starfish Prime.

## La missione
Explorer 15 fu lanciato il 27 ottobre del 1962 tramite il vettore Delta A e fu immesso in un'orbita con perigeo di 300 km e apogeo di 17.438 km con un periodo di 311,4 minuti.
A causa di una progettazione non eccellente ebbe alcuni problemi di stabilità orbitale, derivanti da una non costante e precisa velocità di rotazione.
Rientrò nell'atmosfera il 19 dicembre del 1978.

## Il satellite
Explorer 15 fu il terzo di una serie di satelliti artificiali facenti parte della serie S3 tra i quali ricordiamo Explorer 12, Explorer 14 e Explorer 26.
Il suo vano di carico era quello di riserva dell'Explorer 14, opportunamente modificato.
La strumentazione di bordo contava tre set diversi di rilevatori di protoni ed elettroni, più un magnetometro.
Per la trasmissione dei dati, la sonda, utilizzava un trasmettitore a 16 canali multiplexati il quale richiedeva appena 0,323 secondi per una scansione di tutte le 16 linee di trasmissione.
Otto canali erano utilizzati per la conversione in digitale delle misurazioni eseguite, mentre i restanti 8 canali erano utilizzati per la trasmissione analogica dei dati ottenuti.
Un canale digitale era inoltre diviso in 16 sottocanali ed utilizzato per il controllo del satellite (temperatura, assetto ecc.).